# Ur (geologi)
 For alternative betydninger, se Ur (flertydig). (Se også artikler, som begynder med Ur)
Ur eller talus er de dynger af stenblokke, som ligger neden for en stejl bjergskråning, fordi bjerget eroderes, blandt andet ved vanderosion og frostsprængning. Opbygningen af bjerge er altid ledsaget af erosion, og såfremt bjergdannelsesprocessen er standset, vil erosionen over tid udslette selv de højeste bjerge.
| Geologi | Spire Denne artikel om geologi er en spire som bør udbygges. Du er velkommen til at hjælpe Wikipedia ved at udvide den. |